# Reserva natural de Changtang
La reserva natural de Changtang (en chino: 羌塘国家级自然保护区) se encuentra en el norte de la meseta tibetana. Con una superficie de más de 334.000 km²,es la tercera reserva natural más grande del mundo, después del parque nacional del noreste de Groenlandia y del Área de conservación Kavango-Zambeze, y es mayor que 183 países. Administrativamente, se encuentra dividida entre el condado de Xainza y el de Biru, en la Prefectura de Nagqu. Con las reservas adyacentes recientemente establecidas hay en la actualidad una superficie total de 496.000 km² de reservas naturales conectadas entre sí, lo que representa una extensión casi tan grande como España y mayor que 197 países.

## Historia
La reserva natural de Changtang fue establecida originalmente en 1993, con la ayuda del animalista internacionalmente conocido, George Shaller, en la meseta tibetana norteña de Changtang, escasamente habitada. Fue aumentada a un "área protegida nacional" en 2000. Está listado como una Categoría de la UICN: VI - Área Protegida de Recursos Gestionados. No está habitada más que por unos pocos nómadas tibetanos y por varios empleados del parque, contratados para evitar la caza furtiva.

## Fauna y flora

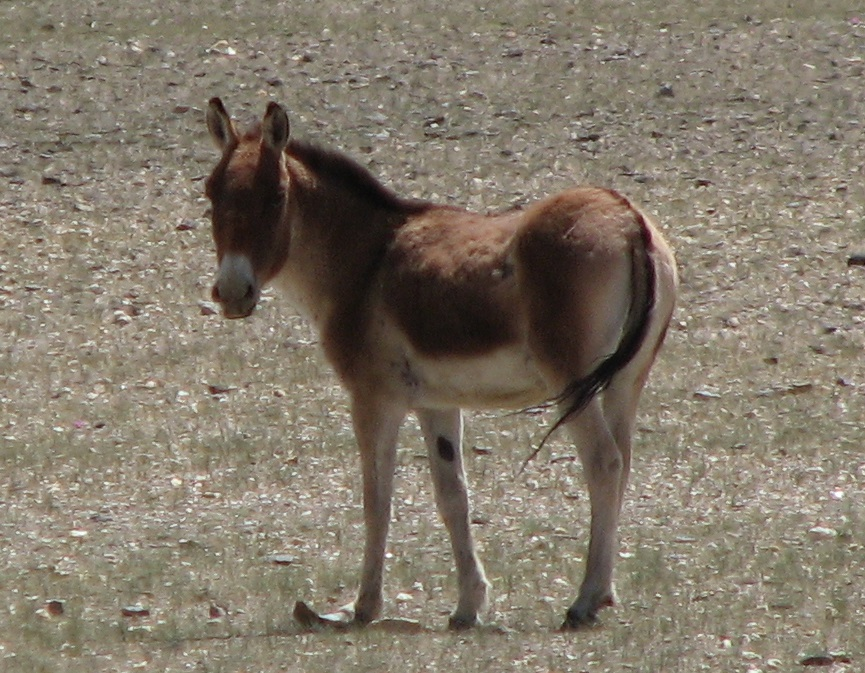
Un burro tibetano en la reserva.

En esta reserva, que dada su magnitud acoge un gran número de especies, se pueden encontrar algunas de las últimas manadas de ungulados silvestres: el yak silvestre (Bos grunniens), el burro negro silvestre o kiang (Equus kiang), oveja azul del Himalaya o Bharal (Pseudois nayaur), el argali (Ovis ammon), la gacela de Mongolia  (Procapra gutturosa) y el antílope tibetano o chiru (Pantholops hodgsonii). La lana del chiru se considera la más fina conocida, y es contrabandeada, especialmente en Cachemira, en la India donde se teje en chales de shahtoosh, de gran calidad. Los depredadores incluyen el leopardo de la nieve (Panthera uncia o Uncia uncia), el lobo tibetano (Canis lupus chanco), el lince de Turkestan (Lynx lynx isabellinus) y el oso azul tibetano (Ursus arctos pruinosus). En el extremo inferior de la cadena alimentaria hay un gran número de pika (Ochotona spp.). La vegetación es de arbustos abiertos y praderas dominadas principalmente por gramíneas Stipa y especies de Kobresia, conocidos como juncos).